# Lupinus sublanatus
Lupinus sublanatus är en ärtväxtart som beskrevs av Alice Eastwood. Lupinus sublanatus ingår i släktet lupiner, och familjen ärtväxter. Inga underarter finns listade i Catalogue of Life.